# Gibrán Lajud
Manuel Gibrán Lajud Bojalil (ur. 25 grudnia 1993 w mieście Meksyk) – meksykański piłkarz pochodzenia libańskiego występujący na pozycji bramkarza, reprezentant Meksyku.

## Kariera klubowa
Lajud wychowywał się w stołecznym mieście Meksyk w rodzinie pochodzenia libańskiego (jego pradziadkowie pochodzili z Libanu). Jest wychowankiem stołecznego klubu Cruz Azul, do którego seniorskiej drużyny został włączony przez szkoleniowca Guillermo Vázqueza jako osiemnastolatek. Pełnił jednak rolę dopiero trzeciego bramkarza, po Jesúsie Coronie i Guillermo Allisonie, w najlepszym wypadku znajdując się na ławce rezerwowych. W 2014 roku wygrał z Cruz Azul najbardziej prestiżowe rozgrywki kontynentu – Ligę Mistrzów CONCACAF; ani razu nie pojawił się jednak na boisku. Bezpośrednio po tym został wypożyczony do drużyny Club Tijuana, w której barwach za kadencji wenezuelskiego trenera Césara Faríasa zadebiutował w Liga MX, 26 lipca 2014 w przegranym 1:2 spotkaniu z Américą, w 79. minucie zmieniając kontuzjowanego Cirilo Saucedo. Był wyłącznie rezerwowym dla Saucedo, a następnie Federico Vilara, lecz po upływie roku został wykupiony przez Tijuanę na stałe.
| Sezon     | Klub         | Kraj   | Rozgrywki | Mecze | Bramki |
| --------- | ------------ | ------ | --------- | ----- | ------ |
| 2013/2014 | Cruz Azul    | Meksyk | Liga MX   | 0     | 0      |
| 2014/2015 | Club Tijuana | Meksyk | Liga MX   | 1     | 0      |
| 2015/2016 | Club Tijuana | Meksyk | Liga MX   |       |        |

## Kariera reprezentacyjna
W 2013 roku Lajud został powołany przez szkoleniowca Sergio Almaguera do reprezentacji Meksyku U-20 na Mistrzostwa Ameryki Północnej U-20. Tam pełnił jednak wyłącznie rolę rezerwowego dla Richarda Sáncheza i nie rozegrał żadnego z pięciu możliwych spotkań, zaś jego kadra, pełniąca wówczas rolę gospodarzy, triumfowała w tych rozgrywkach, pokonując w finale po dogrywce USA (3:1). W tym samym roku znalazł się w kadrze na prestiżowy towarzyski Turniej w Tulonie, ponownie będąc wyłącznie alternatywą dla Sáncheza i wystąpił w jednym z czterech meczów, jego drużyna zajęła trzecie miejsce w grupie i nie zakwalifikowała się do dalszych gier. Kilka tygodni później wziął udział w Mistrzostwach Świata U-20 w Turcji. Znów nie potrafił jednak wygrać rywalizacji o miejsce między słupkami z Sánchezem i ani razu nie pojawił się na placu gry, zaś Meksykanie odpadli ostatecznie z młodzieżowego mundialu w 1/8 finału, ulegając w nim Hiszpanii (1:2).
W listopadzie 2014 Lajud znalazł się w ogłoszonym przez trenera Raúla Gutiérreza składzie reprezentacji Meksyku U-23 na Igrzyska Ameryki Środkowej i Karaibów w Veracruz. Tam jako podstawowy golkiper kadry rozegrał cztery z pięciu możliwych meczów, przepuszczając w nich cztery gole, zaś Meksykanie, będący wówczas gospodarzami igrzysk, zdobyli złoty medal na męskim turnieju piłkarskim, wygrywając w finale z Wenezuelą (4:1). W maju 2015 po raz kolejny wziął udział w Turnieju w Tulonie, gdzie tym razem miał pewne miejsce między słupkami i rozegrał wszystkie cztery spotkania (przepuścił w nich cztery gole), natomiast jego kadra podobnie jak poprzednio uplasowała się na trzecim miejscu w grupie i nie zdołała awansować do fazy pucharowej. Miesiąc później został powołany na Igrzyska Panamerykańskie w Toronto, podczas których zanotował wszystkie pięć meczów (wpuścił w nich pięć goli), a Meksykanie dotarli do finału turnieju piłkarskiego, gdzie przegrali z Urugwajem (0:1) i zdobyli ostatecznie srebrny medal igrzysk. W październiku 2015 znalazł się w składzie na północnoamerykański turniej kwalifikacyjny do Igrzysk Olimpijskich w Rio de Janeiro – tam niezmiennie był pierwszym bramkarzem reprezentacji, występując we wszystkich pięciu spotkaniach (w których przepuścił jednego gola), został wybrany przez CONCACAF najlepszym bramkarzem imprezy i triumfował ze swoją drużyną w rozgrywkach po finałowym zwycięstwie nad Hondurasem (2:0). W maju 2016 został powołany na kolejny Turniej w Tulonie, gdzie zanotował dwa na cztery możliwe występy (przepuścił sześć bramek), zaś jego kadra zajęła dopiero czwarte miejsce w grupie, szybko odpadając z rozgrywek.